# Allium perdulce
Allium perdulce là một loài thực vật có hoa trong họ Amaryllidaceae. Loài này được S.V.Fraser mô tả khoa học đầu tiên năm 1939.